# Museo Universitario Arte Contemporáneo
El Museo Universitario de Arte Contemporáneo (MUAC) de la Universidad Nacional Autónoma de México (UNAM) es el primer museo público creado ex profeso (arquitectura, gestión, museología e interpretación) para el arte contemporáneo en México. Se ubica en el Centro Cultural Universitario, dentro de Ciudad Universitaria de la UNAM.

## Historia
El MUAC abrió sus puertas al público el 26 de noviembre de 2008, y es el primer museo concebido de manera integral, desde la gestión institucional hasta el proyecto arquitectónico. Alberga y exhibe la colección de arte contemporáneo de la UNAM, que consta de obras de arte creadas a partir de 1952 en adelante y que son trascendentes y representativas en el desarrollo del arte contemporáneo en México. Sus primeras dos directoras fueron Graciela de la Torre y Amanda de la Garza. En marzo de 2024 se anunció el nombramiento de Tatiana Cuevascomo tercera directora del museo.  La curadora en jefe es, desde noviembre de 2024, Lucía Sanromán.

## Arquitectura

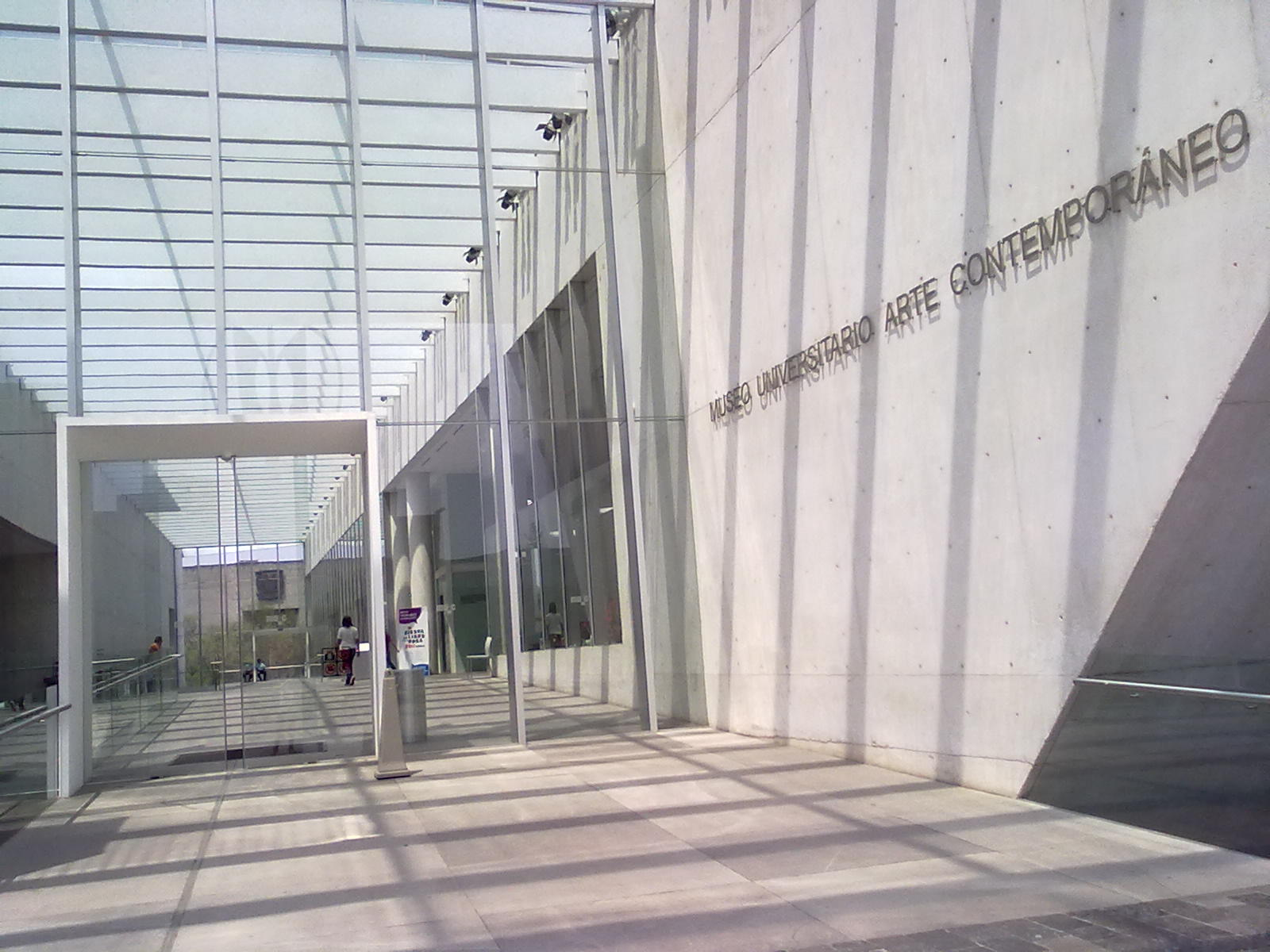
Entrada al Museo

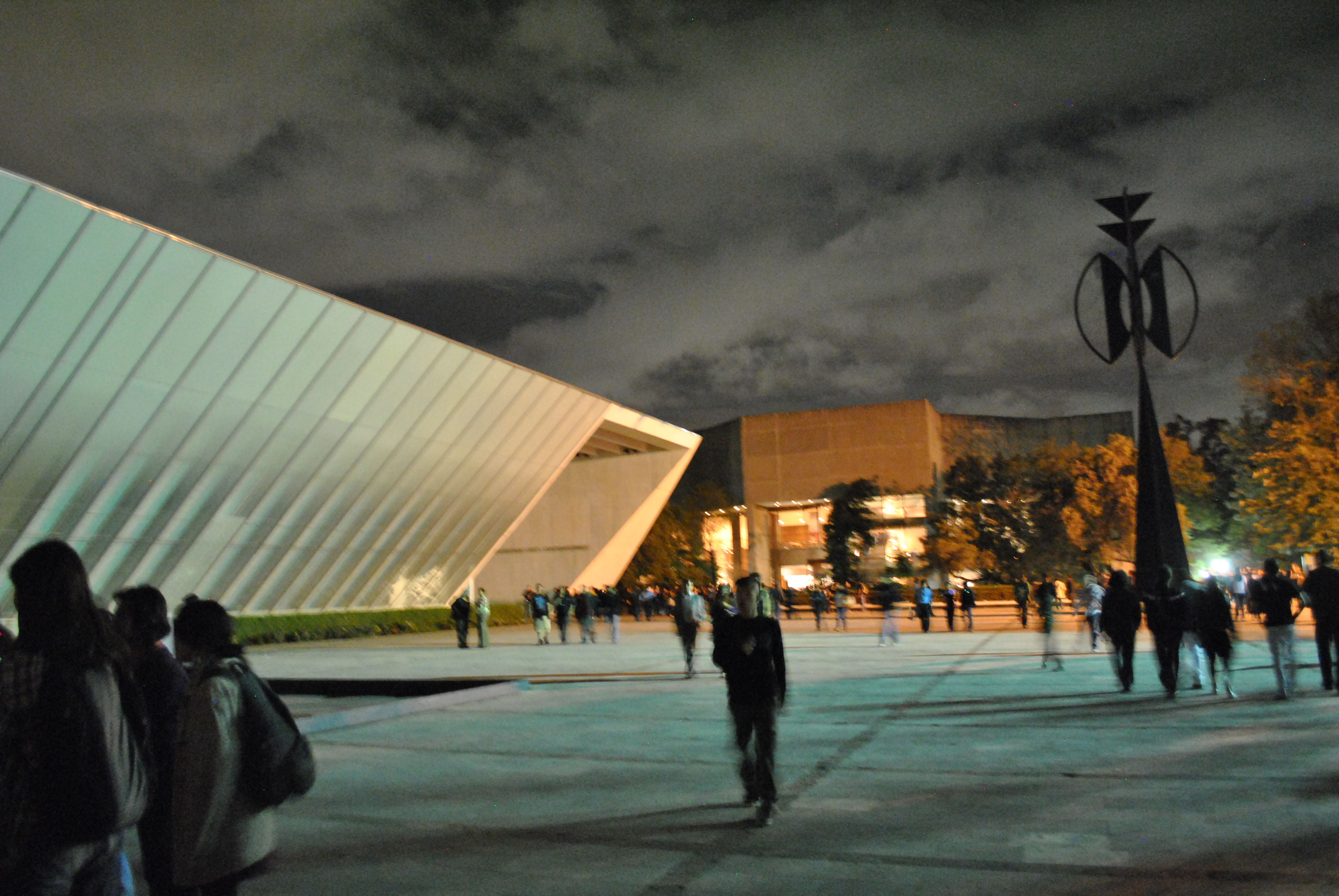
Museo de noche

El arquitecto  mexicano Teodoro González de León fue el encargado por parte del rector Juan Ramón de la Fuente, dentro del plan de renovación del patrimonio arquitectónico de la Universidad Nacional Autónoma de México, en Coyoacán. El arquitecto tuvo total libertad creativa en realizar el diseño, y buscó inspiración en 40 museos y galerías internacionales en el desarrollo de este proyecto. El resultado final fue magnífico para el gozo beneplácito de los visitantes y arquitectos mundiales expertos en arquitectura y museística.

### Construcción

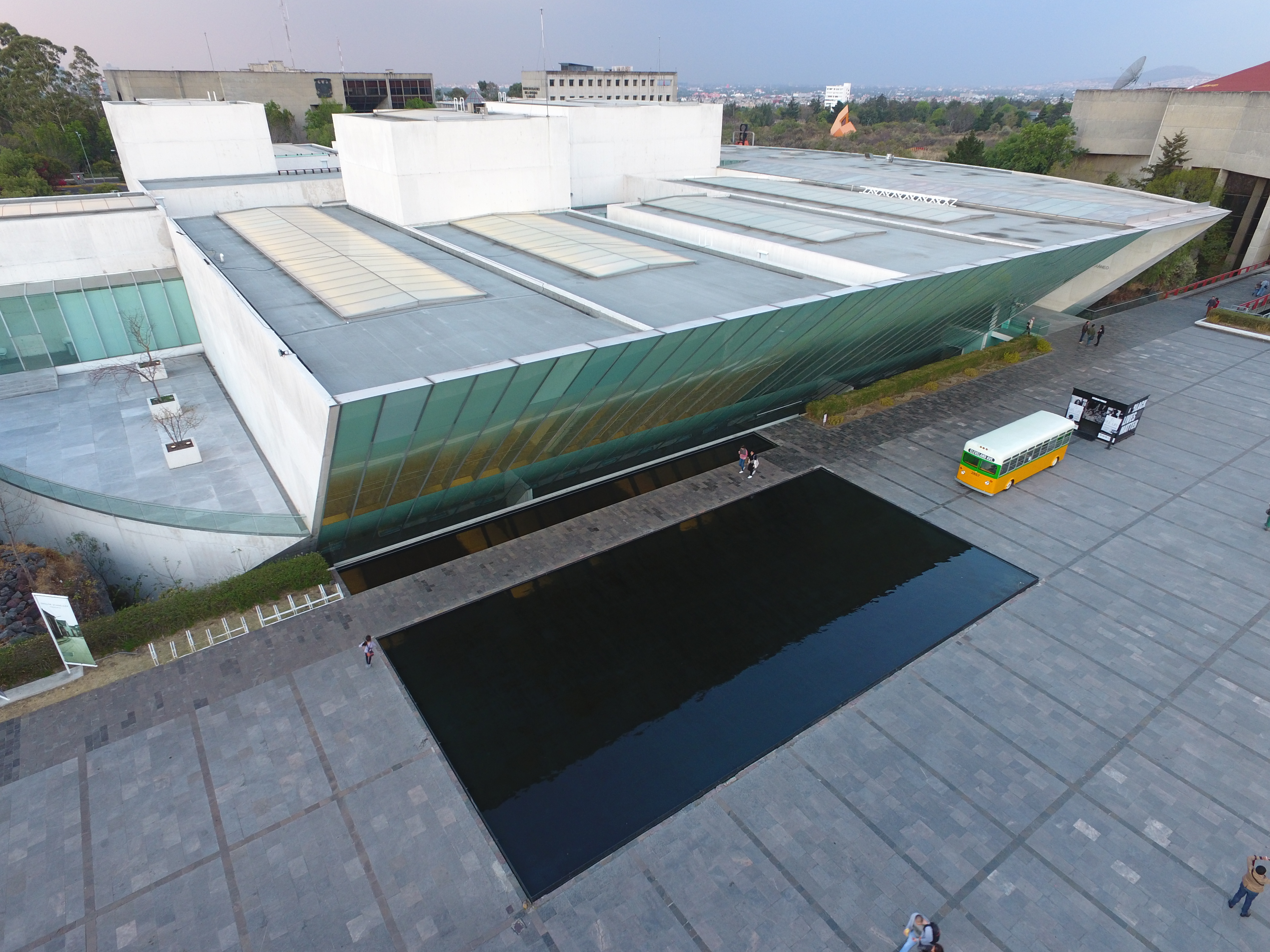
Vista aérea del MUAC

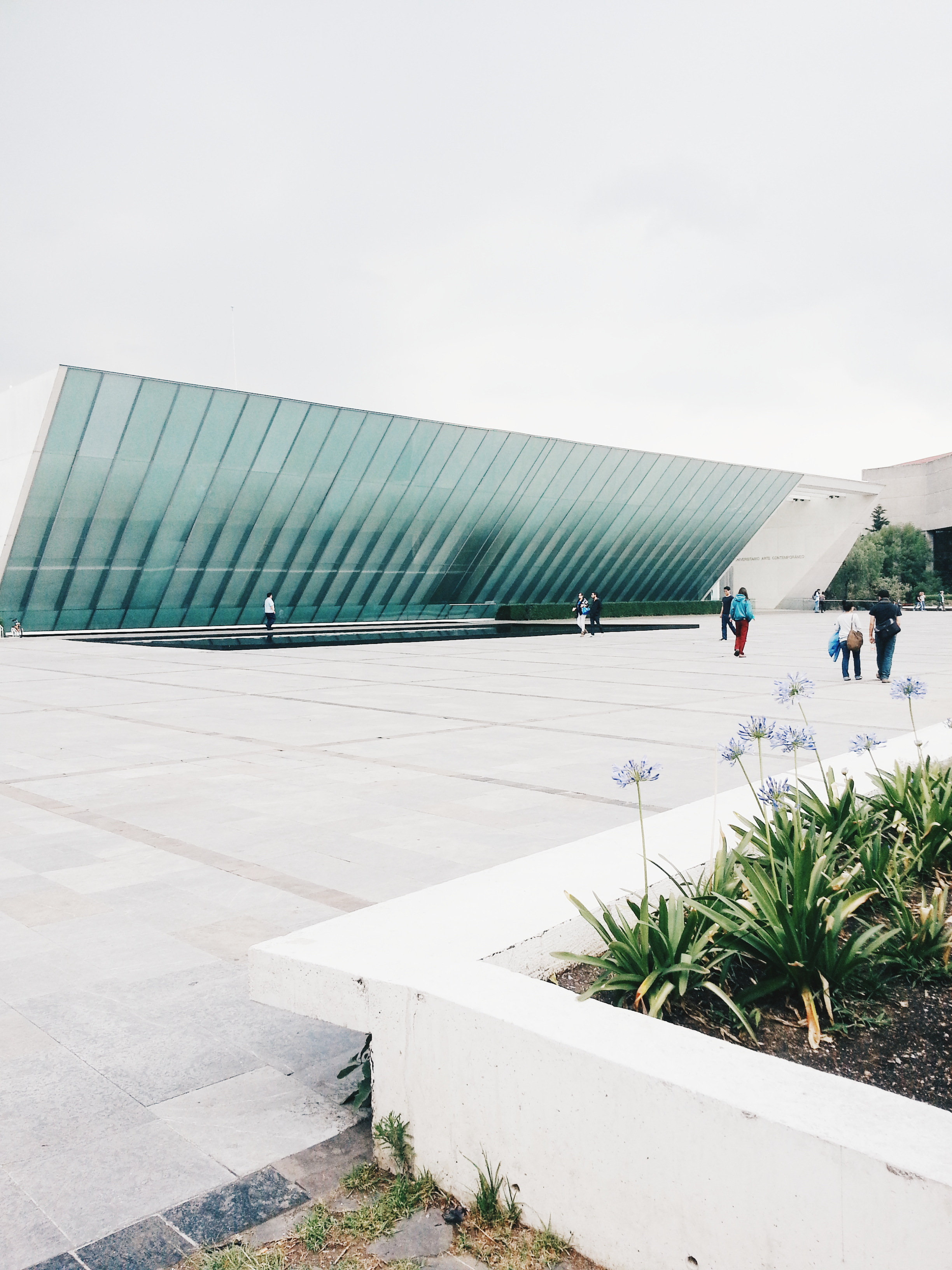
Explanada MUAC

La construcción se realizó en colaboración con un equipo interdisciplinario. La construcción comenzó en 2006 y se finalizó a finales del 2008. El edificio suma un total de 13 947 metros cuadrados en una construcción de dos niveles, de los cuales 3 286 constituyen los espacios de exhibición.
En un predio que era un estacionamiento es donde se realiza la construcción. Este es reubicado al sótano, debajo de una nueva plaza principal Al formar parte del Centro Cultural Universitario, el MUAC está rodeado de edificios de la década de 1970, dedicados a espectáculos de música y danza, teatro, cine, así como una biblioteca. En la construcción de este proyecto  se utilizó una variedad de vidrio Saint-Gobain que incluye SGG Stadip Planilux, SGG Securit Planilux y SGG Stadip Diamant.

### Explanada, Entrada y Espiga
La plaza principal sirve como vestíbulo para todo el Centro Cultural. En esta plaza se ubica La Espiga, una  escultura de Rufino Tamayo. La espiga está hecha de acero carburado y alcanza los 18 metros de altura. 

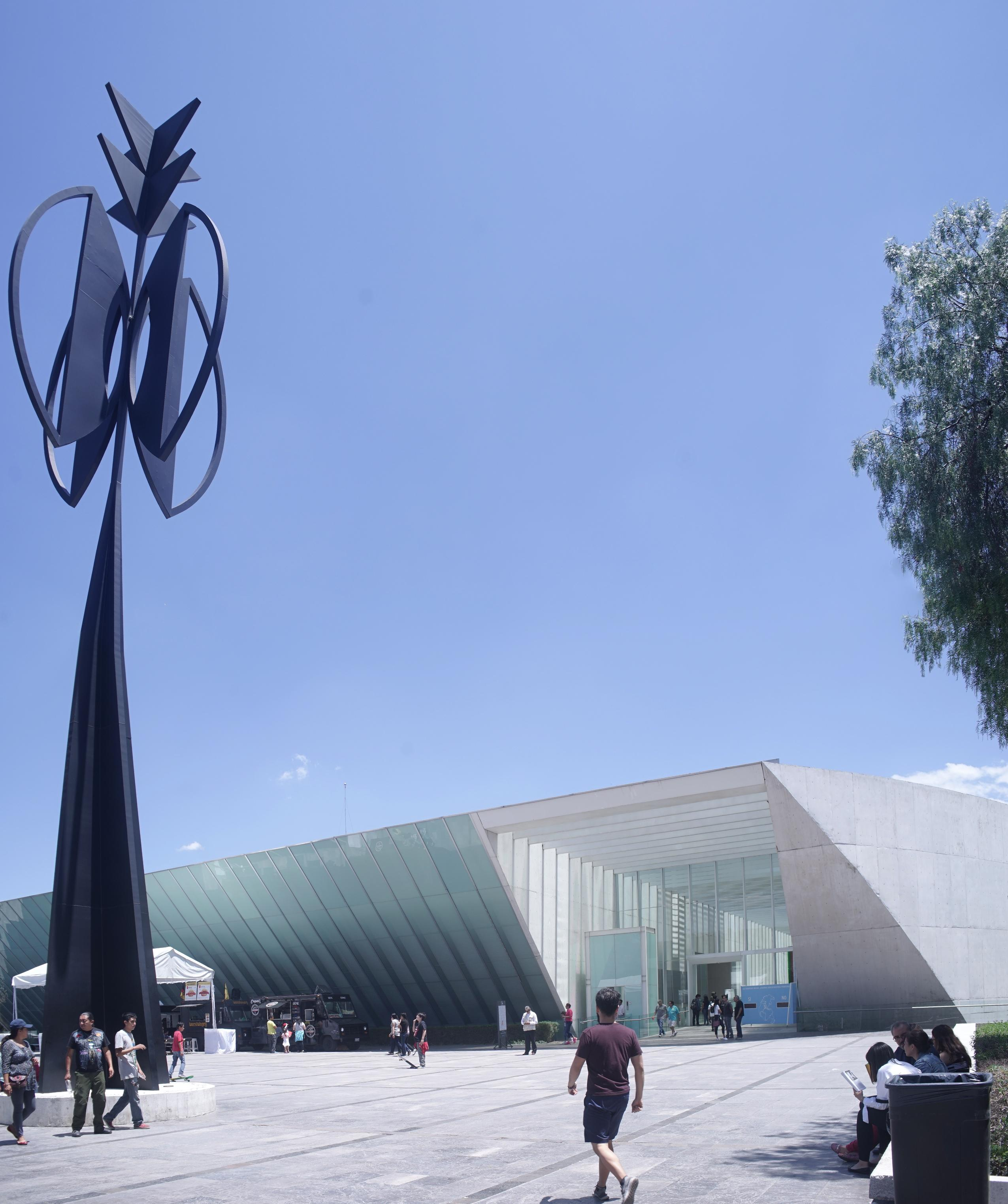
La espiga y la entrada

La fachada sur del museo es de estilo minimalista con un muro inclinado que forma un pórtico que dirige a sus visitantes a una de sus salas. A la entrada encontramos un muro inclinado 45° grados completamente de cristal que se refleja en un espejo de agua conjugando el interior y exterior en un momento, frente a esta, la espiga, que funciona como tensor visual. A diferencia de la mayoría de sus fachadas que son totalmente ciegas, es decir sin vanos ni ventanas, el edificio tiene un muro acristalado que se inclina hacia la plaza desbordando el contenido artístico a la plaza abriendo así el diálogo entre el espacio interior y exterior.
Sobre la plaza y frente a esta fachada hay un espejo de agua que refleja la luz solar al interior de las salas. La escultura , que funciona como remate visual, marca el eje de entrada y genera tensión entre la plaza y la "calle" interior del museo.

### Características
- El museo se plantea en dos plantas; las salas de exhibición ocupan la planta alta al mismo nivel de la plaza, junto con la recepción, la librería-tienda y el área educativa. Cuenta con catorce salas de distintos tamaños y alturas agrupadas en cuatro secciones, que funcionan como pequeños museos. Están ligados con tres senderos interiores iluminadas con tres patios y dos terrazas.[6]
- Las salas están diseñadas con un módulo de 12 metros de ancho con diferentes largos y alturas de 6, 9 y 12 metros; dimensiones que fueron cuidadosamente investigadas al visitar a 35 museos y galerías dedicadas al arte actual. Las cuatro salas que se ubican en la fachada principal pueden integrarse con cortinas al espacio de la plaza; que también es un espacio de exhibición.[6] Algo característico de este museo es el muro de 70 metros de largo, inclinado a 45°, hecho de cristal.
- En el lado oeste, se imponen los volúmenes en hormigón blanco que cuentan con diferentes alturas se desarrollan en eje norte-sur. Las salas encajan en un módulo de 12 m de ancho y difieren en longitudes y alturas (12, 6 y 9 metros respectivamente). Hacia el este, un volumen curvo ofrece un contraste con la visión angulosa de la Sala de Conciertos.[5]
- Este museo se le considera una de las joyas de la universidad y de los mexicanos. Aunque en sus inicios causó controversia el incluir arquitectura moderna en una zona cultural con edificios más conservadores (de más de 40 años), hoy el arquitecto Felipe Leal, coordinador de proyectos especiales de la UNAM, afirma que el MUAC convive muy bien con los demás edificios, ya que las ciudades no se hacen en una sola época, sino que son una suma de estilos que se forma a través del tiempo.

### Interior
Descubrimos un verdadero palacio de cristales y concreto, materiales que están presentes al bajar escaleras, cambiar de pasillo o incluso al parar a comer algo. El suelo el cual es de vidrio genera una sensación de estar flotando. El cual es un material que fue utilizado en lugares como la fachada, techos, muros, pisos y barandales. De hecho, el diseño de la primera es una invitación a los transeúntes para que vean hacia el interior y les provoque entrar; por su parte, la inclinación del muro no permite que el sol afecte la visión. Todas las salas expuestas a la luz natural con vidrio tienen iluminación uniforme y no se presentan sombras.

### Actualidad

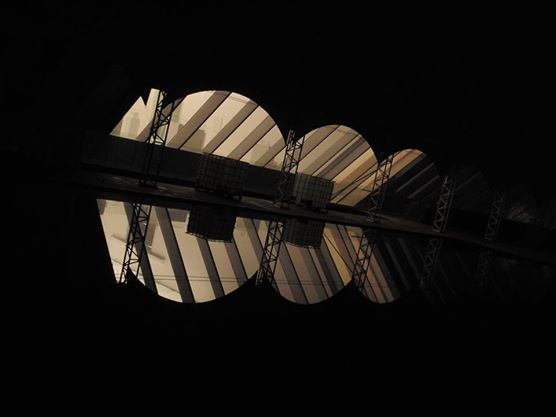
Reflejo del museo durante la noche

Este edificio arquitectónico sigue ejerciendo como museo. Podemos encontrar alrededor de 1800 obras de más de 300 artistas y 40 fondos documentales. Colecciona, investiga, preserva, exhibe y difunde arte contemporáneo. Es un espacio donde se producen experiencias afectivas, sensibles, y de conocimiento, que ofrecen a los públicos una diversidad de posibilidades de exploración de su propia individualidad. Esencialmente, el MUAC construye una colección y archivo referenciales de la producción del arte en México a partir de 1952 y hasta la actualidad.

## Salas
Desde la plaza se accede al museo en su planta alta. En esta planta se encuentran:
- La totalidad del espacio de exhibición, distribuido en nueve salas
- El vestíbulo de acceso, la taquilla y los servicios al público
- El Ágora de Enlace Educativo, en donde se imparten talleres gratuitos para todo público
- El Espacio Experimental de Construcción de Sentido (EECS), un espacio donde se fomenta el diálogo y la reflexión sobre el arte contemporáneo a través de charlas públicas con personalidades del arte, así como la recopilación del material curatorial, museológico y museográfico de las exposiciones
- El Espacio de Experimentación Sonora (EES), concebido, proyectado y diseñado por el músico y escultor sonoro Héctor Ruiz Quintanar. El EES se creó como una herramienta para que los artistas experimenten con la espacialidad del sonido, y se destina a la producción y exhibición de instalaciones artísticas sonoras.
- La tienda del museo

En la planta baja se encuentran:
- La Sala de Conferencias
- El Auditorio
- El Restaurante Nube Siete
- El Centro de Documentación Arkheia, un espacio dedicado a la investigación y documentación del arte contemporáneo
- Las áreas de soporte del museo: el Laboratorio de Restauración, las oficinas administrativas, museografía y bodegas

## Exposiciones inaugurales

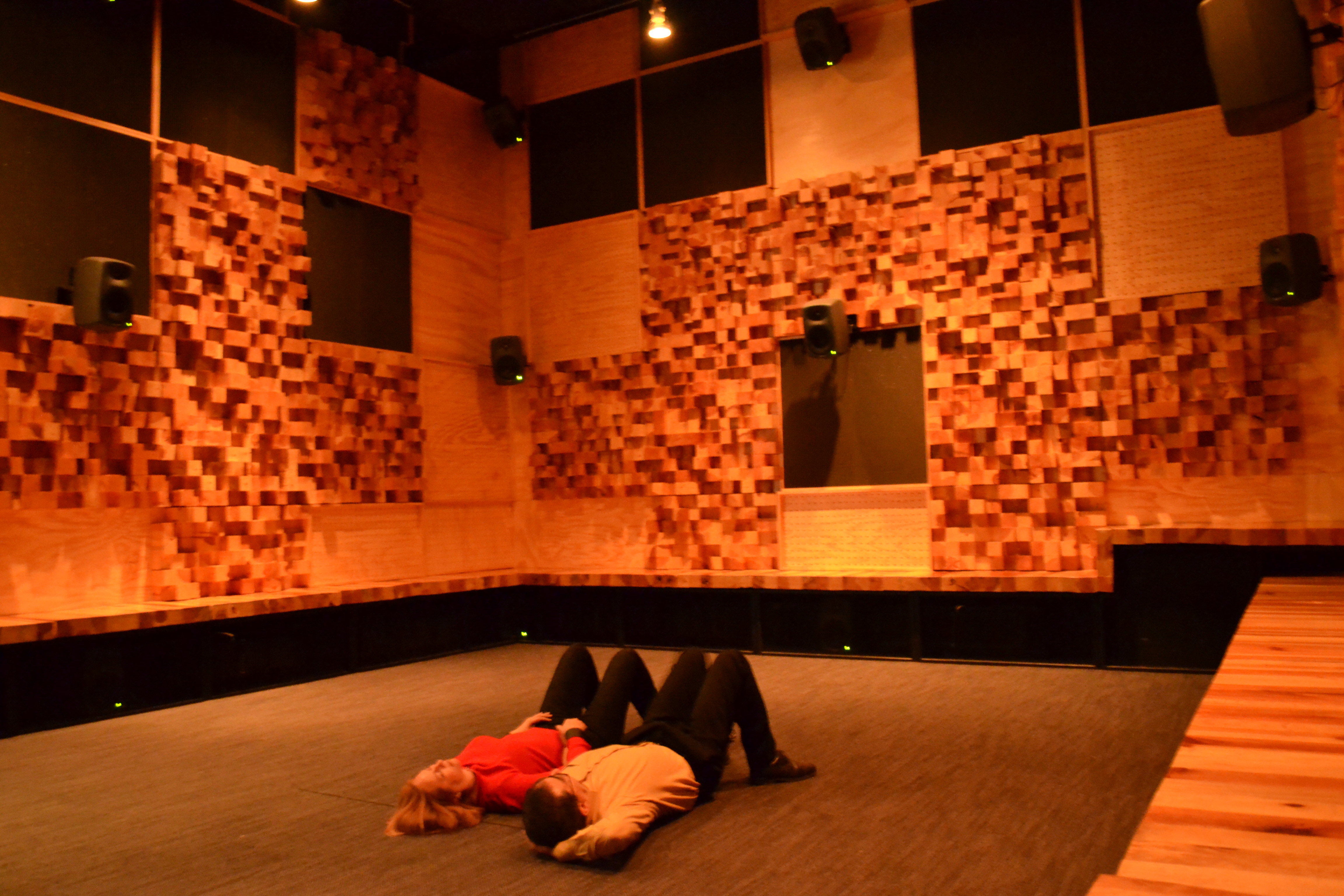
Cámara de sonido en el MUAC

El MUAC comenzó con cuatro exposiciones inaugurales, todas temporales, provocando críticas a la gestión del arte contemporáneo que promovió el entonces rector y la carencia de un programa de vinculación entre el MUAC y la Escuela Nacional de Artes Plásticas (ENAP), ahora Facultad de Artes y Diseño, siendo inaugurada con obras y curadores ajenos a esta institución.
La primera exposición se tituló Recursos incontrolables y otros desplazamientos naturales. Curada por Olivier Debroise, es la primera revisión curatorial de las piezas que conforman la colección del MUAC. Incluyó 34 trabajos de artistas como Richard Long, Robert Morris, Pipilotti Rist, Thomas Glassford, Melanie Smith, Edgar Orlaineta, Jan Hendrix y Gabriel Kuri, entre otros. La segunda exposición, El Reino de Coloso: El lugar del asedio en la época de la imagen, fue curada por José Luis Barrios. Mostró una sección de fotografías de prensa; segmentos de largometrajes de Jean-Luc Godard, Aleksandr Sokúrov, Claude Lanzmann, así como un cortometraje de Santiago Álvarez Román; y dos obras de Óscar Muñoz y Rafael Lozano-Hemmer. La exposición Las líneas de la mano fue curada por Jimena Acosta e inspirada en el cuento homónimo de Julio Cortázar, e incluyó piezas de Mark Lombardi, Edgar Orlaineta, Diego Pérez, Jorge Macchi, Máximo González, entre otros. Por último, Cantos Cívicos, un proyecto de NILC/Miguel Ventura con la colaboración curatorial de Juan de Nieves.